# 박정윤 (1999년)
박정윤 (1999년 9월 2일 ~)은 대한민국의 배우이다.

## 학력
- 남서울중학교 (졸업)
- 서울관광고등학교 관광경영과 (졸업)
- 백석예술대학교 뮤지컬학과 (재학)

## 드라마
- 2021년  카카오 tv 웹 드라마 《그림자 미녀》 ... 팬클럽 3 역
- 2021년 문화방송 일일연속극 《두 번째 남편》 ... 조지나 역
- 2022년 넷플릭스 오리지널 드라마 《소년심판》 ... 도유경 역
- 2022년 디즈니 + 오리지널 드라마 《너와 나의 경찰수업》 ... 수업생 1 역
- 2023년 넷플릭스 오리지널 드라마 《정신병동에도 아침이 와요》 … 윤지선 역
- 2025년 넷플릭스 금요드라마 《중증외상센터》 … 한지영 역